# Seznam japonskih smučarjev
Seznam japonskih smučarjev.

## A
- Asa Ando
- Makiko Arai
- Mio Arai

## H
- Moe Hanaoka
- Emi Hasegava
- Konacu Hasumi
- Gaku Hirasava
- Mizue Hoši

## I
- Kazuko Ikeda
- Tomoja Iši
- Haruna Išikava
- Takuja Išioka
- Naomine Ivaja

## J
- Naoki Juasa

## K
- Seigo Kato
- Emi Kavabata
- Emiko Kijosava
- Kiminobu Kimura
- Osamu Kodama
- Kjosuke Kono
- Johei Kojama

## M
- Čisaki Maeda
- Kentaro Minagava
- Miho Mizutani
- Sakurako Mukogava

## N
- Hidejuki Narita

## O
- Rjunosuke Ohkoši
- Tecuja Okabe

## S
- Akira Sasaki
- Šo Sato

## Š
- Masanori Šin

## T
- Rju Takeda